# Plain White T’s
Plain White T’s — американский поп-панк-квинтет, образовавшийся в 1997 году в Чикаго, Иллинойс. Группа выпустила 6 полноформатных альбомов — Come On Over (2000), Stop (2002), All That We Needed (2005), Every Second Counts (2006), Big Bad World (2008), Wonders of the Youngers (2010) — четвёртый и пятый из которых вошли в Billboard 200 (на #10 и #33 соответственно). Четыре сингла Plain White T’s входили в Billboard Hot 100; один из них, «Hey There Delilah», в 2007 году поднялся на вершину национального хит-парада, возглавил чарты ещё девяти стран и обеспечил группе две номинации Grammy.
Снимались в сериале Университет.

## Дискография

### Студийные альбомы
| 2000                   | Come On Over - Выпущен в 2000                           | —  | —  | —  | —  | — | —  |
| 2002                   | Stop (альбом Plain White T's) - Лейбл: Fearless Records | —  | —  | —  | —  | — | —  |
| 2005                   | All That We Needed - Fearless Records                   | —  | —  | 31 | 26 | — | —  |
| 2006                   | Every Second Counts - Hollywood Records                 | 10 | 3  | —  | —  | 3 | 45 |
| 2008                   | Big Bad World - Hollywood Records                       | 33 | 14 | —  | —  | — | —  |
| 2010                   | Wonders Of The Younger                                  |    |    |    |    |   |    |
| «—» — в чарты не вошёл |                                                         |    |    |    |    |   |    |

### EP
| 2001             | Rip Off the Hits - self-released         | —  |
| 2007             | Hey There Delilah EP - Hollywood Records | 36 |
| 2013             | Should’ve Gone to Bed                    | —  |
| в чарты не вошёл |                                          |    |

### Синглы
| 2004                 | «Losing Myself»                  | —   | —  | —  | —   | —  | — | — | —  | —  | All That We Needed  |
| 2004                 | «All That We Needed»             | —   | —  | —  | —   | —  | — | — | —  | —  | All That We Needed  |
| 2005                 | «Take Me Away»                   | —   | —  | —  | —   | —  | — | — | —  | —  | All That We Needed  |
| 2006                 | «Hey There Delilah»              | —   | —  | —  | 10  | —  | — | — | —  | —  | All That We Needed  |
| 2006                 | «Hate (I Really Don't Like You)» | 68  | 61 | 25 | 53  | —  | — | — | —  | —  | Every Second Counts |
| 2007                 | «Hey There Delilah» (перевыпуск) | 1   | 1  | 3  | 2   | 1  | 9 | 1 | 3  | 26 | Every Second Counts |
| 2007                 | «Our Time Now»                   | 90  | 66 | 29 | 114 | 87 | — | — | 37 | —  | Every Second Counts |
| 2008                 | «Natural Disaster»               | 125 | —  | 38 | —   | —  | — | — | —  | —  | Big Bad World       |
| 2008                 | «1, 2, 3, 4»                     | 34  | 39 | —  | —   | 37 | — | — | —  | —  | Big Bad World       |
| 2010                 | «Rhytm of Love»                  | —   | —  | —  | —   | —  | — | — | —  | —  |                     |
| 2011                 | «Boomerang»                      | —   | —  | —  | —   | —  | — | — | —  | —  |                     |
| 2013                 | Should've Gone to Bed            | —   | —  | —  | —   | —  | — | — | —  | —  |                     |
| «—» в чарты не вошёл |                                  |     |    |    |     |    |   |   |    |    |                     |

### Компиляции
- «Bruises», Oil: Chicago Punk Refined
- «Song 2» (кавер Blur), Punk Goes '90s
- «Season of a Lifetime», Taste of Christmas
- «It’s So Easy», Sound of Superman
- «Better Luck Next Time», Dead Bands Party: A Tribute to Oingo Boingo
- «When I See an Elephant Fly», DisneyMania 6[4]
- «Miss Kneel», Elmhurst vs. Villa Park
- «Cell Phone Number» и «Move On», Songs from a Scene
- «Poor Jack», Nightmare Revisited
- «Natural Disaster», DVD Take Action: Volume 8